# Dinastia Phagmodrupa
La dinastia Phagmodrupa o Pagmodru (Wylie: phag-mo-gru-pa, cinese: 帕木竹巴; IPA: /pʰɛ́ʔmoʈʰupa/) del Tibet fu fondata da Tai Situ Changchub Gyaltsen alla fine della dinastia mongola degli Yuan. Tai Situ veniva dal feudo monastico Phagmodru ("attraversamento del traghetto dei maiali"), che era stato fondato originariamente come eremo nel 1158 dal famoso studioso Kagyu Phagmo Drupa Dorje Gyalpo. Era situato nel distretto di Nêdong a sudest di Lhasa. Dopo la morte del fondatore nel 1170, Phagmodru si evolse in un grande e ricco monastero che era governato dai membri della famiglia Lang. Alla loro stirpe apparteneva Tai Situ, che divenne signore del feudo nel 1321. Egli riuscì a sconfiggere vari oppositori locali in un periodo in cui la dinastia Yuan, grande feudataria del Tibet, era in declino. Il regime dei Sakya aveva fino ad allora esercitato il potere sul Tibet per conto dei Mongoli. Tuttavia, Tai Situ soppiantò i Sakya nel periodo 1354–1358, in tal modo ricreando uno stato tibetano autonomo.

## Rinnovamento amministrativo
Il nuovo regime governò dal suo palazzo di Nêdong nella Valle dello Yarlung. Tai Situ riorganizzò la vecchia amministrazione mongolo-sakya dividendo il territorio in vari dzong (rdzong), distretti. Abolì le leggi e le, usanze mongole in favore di quelle tradizionali tibetane. La dinastia esercitava in primo luogo sul Tibet Centrale (Ü e Tsang). Essi inviavano periodicamente tributi formali agli imperatori della dinastia Ming in Cina, e ricevettero da loro il titolo di Chanhuawang (cinese: 闡化王, principe che espone il Buddismo). La corte Ming istituì un numero di prefetture (都司) e di contee (寨) nel Tibet Central, ma preferiva nominare i Tibetani come sovrani piuttosto che mandare ufficiali o comandanti militari. Solo questioni essenziali, ad esempio la proprietà del Monastero di Sakya, dovevano essere giudicate dall'imperatore.

## Periodo di stabilità politica
I primi sovrani furono lama che non si sposarono, e la successione fino al 1481 proseguì attraverso congiunti collaterali. All'inizio i sovrani rifiutarono di assumere titoli regali, accontentandosi del titolo di reggente (desi, sde srid). Il quinto sovrano Drakpa Gyaltsen si appropriò del titolo regale di gongma (il sommo, il superiore). Dal 1354 al 1435 i sovrani riuscirono a mantenere un equilibrio tra i vari feudi. Questo periodo è famoso per la sua produzione culturale, e include l'opera del riformatore buddista Je Tsongkhapa, fondatore della setta Gelug. I sovrani nel primo secolo della dinastia furono i seguenti:
1. Tai Situ Changchub Gyaltsen (Wylie: ta'i si tu byang chub rgyal mtshan) (1302–1364)
2. Desi Shakya Gyaltsen (Wylie: sde srid sh'akya rgyal mtshan; ZYPY: Sagya Gyaincain) (1340–1373) nipote
3. Desi Drakpa Changchub (Wylie: sde srid grags pa byang chub) (1356–1386) nipote
4. Desi Sonam Drakpa (Wylie: sde srid bsod nams grags pa) (1359–1408) fratello
5. Gongma Drakpa Gyaltsen (Wylie: gong ma grags pa rgyal mtshan) (1374–1432) cugino
6. Gongma Drakpa Jungne (Wylie: gong ma grags pa 'byung gnas) (1414–1446) nipote.

## Rinnovata frammentazione politica
Dopo una guerra civile nel 1435 alcuni membri continuarono ad essere posti sul trono come re, sebbene fossero sempre contestati da altre potenze locali, specialmente le dinastie Rinpungpa (1435–1565) e Tsangpa (1565–1642). Dopo il 1564 la loro posizione fu puramente nominale, e l'ultimo pretendente fu espulso da Lhasa nel 1635. Gli ultimi otto sovrani furono:
1. Gongma Kunga Lekpa  (Wylie: gong ma kun dga' legs pa) (1433–1483) fratello
2. Gongma Ngagi Wangpo  (Wylie: gong ma ngag gi dbang po) (1439–1491) nipote
3. Tsokye Dorje (Wylie: mTs'o skyes rdo rje) (?-1510) reggente dalla stirpe Rinpungpa
4. Gongma Ngawang Tashi Drakpa  (Wylie: gong ma ngag dbang bkra shis grags pa) (1488–1564) figlio di Gongma Ngagi Wangpo
5. Gongma Drowai Gonpo  (Wylie: gong ma gro ba'i mgon po) (1508–1548) figlio
6. Gongma Ngawang Drakpa  (Wylie: gong ma ngag dbang grags pa) (m. 1579?) figlio
7. Kagyud Nampar Gyalwa (Wylie: bka brgyud rnam par rgyal ba) (m. ca. 1600) figlio
8. Mipham Sonam Wangchuk Drakpa Namgyal Palzang  (Wylie: mi pham bsod nams dbang phyug grags pa rnam rgyal pal bzang) (fl. XVII secolo) figlio.[8]